# Прапор Михайлівського району
Пра́пор Миха́йлівського райо́ну затверджений 19 лютого 2003 року на 10-й сесії районної ради Положенням «Про Герб та Прапор Михайлівського району».
Автор прапора — В. М. Варущик.

## Опис
Прапор району є прямокутним полотнищем із двома горизонтальними смугами: малиновою та жовтою. Малиновий колір символізує козацтво, а жовтий — багатства Михайлівської землі. У центрі прапора розташований герб району, що є щитом, на якому на синьо-зеленому тлі зображений сніп пшениці, як символ хліборобського краю. Промені сонця символізують десять територій району. Над снопом розташована буква «М», що уточнює приналежність саме до Михайлівського району. Стрічечка синьо-жовтого кольору — колір державного прапора.